# John Doe (fumetto)
John Doe è un mensile a fumetti italiano edito dall'Eura Editoriale tra il 2002 e il 2012.
Gli ideatori della serie sono Roberto Recchioni e Lorenzo Bartoli, con il contributo di Massimo Carnevale per la caratterizzazione grafica dei personaggi e copertinista della serie, mentre tra i disegnatori vi sono Alessio Fortunato, Marco Farinelli e Walter Venturi, nonché Riccardo Burchielli (ora in prestito alla DC-Vertigo).

## Il personaggio
John Doe lavora per la "Trapassati Inc.", che si occupa della gestione della morte, e nella quale riveste un ruolo importante. Lavora alle dirette dipendenze della Morte, una donna bellissima dal sarcasmo pungente e i modi pratici, per la quale si occupa di risolvere i casi più difficili.
Ha amato molte donne ma ora vive una relazione stabile con la sua compagna Tempo, che in effetti è l'essenza del tempo, e grazie alla sua capacità di controllarlo ha aiutato il protagonista in molte occasioni.
Nelle sue avventure John Doe è aiutato da molti personaggi, alcuni impiegati nella Trapassati, altri provenienti dal "Regno", un luogo al di fuori del tempo e dello spazio in cui vivono esseri immortali ed essenze come ad esempio Tempo, Guerra, Fame, Pestilenza, Ingenuità e un corpo di polizia formato da severi energumeni con poco cervello e modi violenti.
Negli USA il nome John Doe è usato per una vittima o un imputato sconosciuto o che si intende mantenere anonimo in un caso legale. È inoltre il nome che viene attribuito d'ufficio ai cadaveri di sconosciuti.

## Trama
Ispirati dalle serie televisive americane, gli autori hanno diviso la serie di John Doe in "stagioni".

### Prima stagione (numeri 1-24)
John Doe è l'ex direttore della Trapassati Inc. e braccio destro di Morte. La Trapassati Inc. è un'azienda che si occupa di gestire il decesso dei mortali secondo il destino imposto dalle Alte Sfere ed è stata fondata da Morte e dagli altri tre cavalieri dell'Apocalisse (Guerra, Pestilenza e Fame). Il protagonista, accortosi di un falso in bilancio della società, che nasconde un ammanco di "trapassati", decide di far luce sulla vicenda, scoprendo che i quattro cavalieri, a causa di un taglio al budget, per organizzare il giorno del giudizio, arruolano tra le loro file persone con doti particolari di vario tipo affinché l'Armageddon possa essere "il grande spettacolo biblico" che è stato profetizzato. Inoltre scopre come Morte intenda mettere a posto i conti prima che venga fatto un controllo fiscale da parte delle "Alte Sfere"; scatenando un olocausto in cui periranno centinaia di migliaia di persone che avrebbero invece dovuto morire dopo molti anni. John Doe decide allora di ostacolare il piano dei suoi superiori rubando la "falce dell'olocausto" (senza la quale non Morte non può mietere migliaia di anime tutte in una volta) e inizia a fuggire per gli Stati Uniti d'America.

### Seconda stagione (numeri 25-48)
John Doe, dopo varie vicissitudini, passa da inseguito ad inseguitore. Gli viene affidato il compito di essere la Morte e, da semplice essere umano, diviene una figura universale ed immortale. Morte diviene invece umana (col nome di M.) e partorisce Mordred, il figlio di John Doe. Mordred e sua madre, aiutati da Fame e Tempo, cercano di vendicarsi portando il caos. Per questa ragione Fato (il cui avatar ha le sembianze di un bambino) viene messo fuori gioco da un killer assoldato da Mordred, Pete il Nero.
Ora che Fato non può più controllare le sorti dell'uomo, ognuno è diventato libero di decidere il proprio destino, raggiungendo l'autentico libero arbitrio.
Le Alte Sfere, che governano l'universo in assenza del Grande Capo (ovvero Dio, ormai in vacanza da tempo), spingono perché John Doe riporti ordine ed elimini la minaccia costituita da Mordred e M.
John può contare sul valido aiuto del notaio Palomar, inviato delle Alte Sfere per controllare il lavoro del protagonista; Guerra, redivivo dopo essere stato annientato da John al termine della prima stagione; Leonida, killer esperto di armi e combattimento corpo a corpo; Autumn, che prese il suo posto alla Trapassati Inc. in sua assenza e che ora divide con lui lavoro e vita privata.
A fine stagione John Doe viene allo scontro finale. Sta preparando il proprio matrimonio con Autumn e in un'atmosfera degna di Kill Bill, si giunge alla catarsi finale.
Alla fine resteranno a terra ben quattro dei protagonisti: M., Autumn, il notaio Palomar e lo stesso John. Mordred diventa il padrone del destino.

### Terza stagione (numeri 50-77)
Dopo un numero di interludio (n. 49) si riprendono le file dell'universo di John Doe. Grazie a Pestilenza e Leonida, John ha la possibilità di rigenerarsi e tornare in vita. Ha perso la memoria e non sa cosa sia accaduto. Si sveglia trenta anni dopo la sua morte, in un mondo devastato da Mordred in cui nessun essere umano può più morire ma nemmeno dare alla luce nuove vite. E così torna sulla strada alla ricerca di se stesso. Al suo risveglio senza memoria si ritrova in un mondo post apocaliptico dove i vecchi restano vecchi, i giovani restano giovani e nessuno può fare figli. La Trapassati Inc. è ormai una piccola setta composta da Guerra, Pestilenza, Leonida e Rory (apparsa nel numero 32) che grazie alla sua pistola datagli da Hank The Junk riesce a dare la "vera morte" e si fa chiamare Jane Doe. Dopo alcuni numeri con poca continuità dove John viaggia e trova un qualcosa di strano (come delle droghe, dei pazzi artisti e dottori che cercano di ridare la morte) viene alla luce un nuovo John Doe diviso in due, la parte umana senza memoria e quella "demoniaca" ovvero la morte presente nel numero 48 che vuole sopraffare il potere della sua parte umana. Le vicende si movimentano dal numero 58 (Vento divino) dove John Doe incontra Guerra senza però ricordarlo: da questo punto in poi John viene a sapere dove si trova la Trapassati Inc. e dopo aver scoperto di chiamarsi John Doe decide di andarci per conoscere "colei che può dare la morte" che tutti chiamano Jane Doe.

### Quarta stagione (numeri 78-100)
La pubblicazione riprende dopo un anno di interruzione dovuto al fallimento dell'editore.

### Trapassati Inc.
Le storie del periodo in cui John rivestiva il ruolo di direttore alla Trapassati Inc. sono pubblicate sul settimanale Skorpio, edito sempre dall'Eura (e in monografico su I giganti dell'avventura) e vedono il giovane protagonista, con la sua immancabile agenda alla mano (un manufatto mistico che riporta la causa e la data del decesso di tutti gli esseri umani), svolgere impeccabilmente il suo lavoro; la serie regolare, invece, inizia a partire dal momento in cui decide di abbandonare il suo incarico.

## Altri personaggi
- Morte: l'Oscura Mietitrice. Uno dei quattro Cavalieri dell'Apocalisse. Il termine ultimo della vita nonché colei che porterà l'Armageddon sulla Terra. Le Alte Sfere le hanno però concesso un budget troppo limitato e Morte ha deciso di sfruttare il talento di alcuni esseri umani: milioni di persone sottratte al loro naturale decesso. Per coprire questo falso in bilancio decide di organizzare un massacro, che John impedisce rubandole la Falce dell'Olocausto. Nella seconda stagione diventa un essere umano e partorisce Mordred, mettendo in pericolo l'intero creato. Prima dell'inizio della serie ha affidato a John un'agenda molto speciale: contenente i nomi di ogni essere umano con scritto anche l'ora, il luogo e il modo in cui esso sarebbe morto.
- Guerra, Fame, Pestilenza: gli altri Cavalieri dell'Apocalisse, soci e complici di Morte. Ognuno ha una propria specializzazione nel campo delle stragi, dei conflitti e delle calamità. Nella seconda stagione Pestilenza e Guerra vengono reintegrati nell'organico della Trapassati Inc. mentre Fame, liberata dal carcere del Regno, entra nella squadra di Mordred.
- Mordred: figlio di John Doe e Morte, è stato allevato dalla madre come un guerriero al solo scopo di uccidere John. È una sorta di anti-Morte in grado di sovvertire il sistema delle Alte Sfere. Il suo sangue dona una perversa vita eterna.
- Il Grande Capo: il creatore di tutte le cose. Attualmente in vacanza. Insieme a Fato è stato burattinaio del destino di John.
- Autumn Jones: ex ragazza allo sbando, ha sostituito John alla direzione della Trapassati Inc. durante la sua fuga. Nella seconda stagione è diventata La Scimmia, la signora delle dipendenze fisiche e psicologiche. Ha una relazione con John Doe.
- Adele "Chase" Stephens: ex direttrice del Reparto Incidenti Stradali della trapassati Inc. Nella seconda stagione è diventata La Febbre, la signora del rischio e dell'azzardo, prima di tradire e allearsi con Mordred. Nel n. 47 viene eliminata da Guerra.
- Leonida Voyatzakis: supersoldato del progetto One, addestrato da Guerra in persona e grande amico di John Doe. È il più letale killer del mondo. Dopo essere stato ucciso da Morte nel n. 13, torna in vita nel n. 25 sotto forma di una splendida donna. Lei è La Bomba, signora di massacri e omicidi.
- Tempo: l'incarnazione fisica del tempo. Entità tra le più potenti e ragazza mozzafiato. Era la ragazza semi-ufficiale di John Doe. Nella seconda stagione è alleata di Morte e amante di Mordred.
- Palomar: il notaio delle Alte Sfere, incaricato di controllare che l'ordine naturale dell'Universo venga preservato.
- Fato: entità che riassume il pesante incarico del destino, è uno strumento delle Alte Sfere per contrastare il libero arbitrio che il Grande capo ha concesso agli esseri umani. Attualmente giace in coma nella clinica del Regno, lasciando il mondo libero dalla sua influenza.
- Hank The Junk: in passato era il fabbro degli dei, è il fratello di Efesto il dio fabbro della mitologia greca, costruttore e ora custode di potenti armi ed oggetti come il martello di Thor, l'arco di Ulisse, i picconi dei sette nani, l'agenda di morte, la katana del samurai Musashi, la spada di Re Artù Excalibur e l'arpione del capitano Achab del romanzo Moby Dick. Oltre ad aver fabbricato tutte le falci di Morte, con lo stesso metallo ha realizzato anche la katana di John Doe e la daikatana rubata da Mordred.

## Gli albi

### Serie regolare
La seguente è la lista degli albi della serie regolare di John Doe, narrativamente divisa in "stagioni" per volere degli autori, che hanno ripreso il termine dal linguaggio dei telefilm.
| Nr.              | Titolo                                | Data           | Soggetto                                                | Sceneggiatura                                          | Disegni                                             | Copertina          |
| Prima stagione   | Prima stagione                        | Prima stagione | Prima stagione                                          | Prima stagione                                         | Prima stagione                                      | Prima stagione     |
| ---------------- | ------------------------------------- | -------------- | ------------------------------------------------------- | ------------------------------------------------------ | --------------------------------------------------- | ------------------ |
| 1                | La morte l'universo e tutto quanto    | giugno 2003    | Lorenzo Bartoli, Roberto Recchioni                      | Roberto Recchioni                                      | Emiliano Mammucari                                  | Massimo Carnevale  |
| 2                | Brillano nel buio                     | luglio 2003    | Lorenzo Bartoli, Roberto Recchioni                      | Lorenzo Bartoli                                        | Walter Venturi                                      | Massimo Carnevale  |
| 3                | Legami                                | agosto 2003    | Lorenzo Bartoli, Roberto Recchioni                      | Roberto Recchioni                                      | Giuseppe Manunta                                    | Massimo Carnevale  |
| 4                | Il mare dentro                        | settembre 2003 | Lorenzo Bartoli, Roberto Recchioni                      | Lorenzo Bartoli                                        | Marco Cedric Farinelli e Luca Bertelè               | Massimo Carnevale  |
| 5                | Io conosco JD                         | ottobre 2003   | Lorenzo Bartoli, Roberto Recchioni                      | Lorenzo Bartoli                                        | Riccardo Burchielli                                 | Massimo Carnevale  |
| 6                | Nelle fauci della follia              | novembre 2003  | Lorenzo Bartoli, Roberto Recchioni                      | Roberto Recchioni                                      | Andrea Accardi                                      | Massimo Carnevale  |
| 7                | Qualcosa sulla strada                 | dicembre 2003  | Lorenzo Bartoli, Roberto Recchioni                      | Roberto Recchioni                                      | Marco Guerrieri                                     | Massimo Carnevale  |
| 8                | Hollywood brucia                      | gennaio 2004   | Lorenzo Bartoli, Roberto Recchioni                      | Lorenzo Bartoli                                        | Walter Venturi                                      | Massimo Carnevale  |
| 9                | Crocevia                              | febbraio 2004  | Lorenzo Bartoli, Roberto Recchioni                      | Roberto Recchioni                                      | Elisabetta Barletta                                 | Massimo Carnevale  |
| 10               | Il Re del mondo                       | marzo 2004     | Lorenzo Bartoli, Roberto Recchioni                      | Lorenzo Bartoli                                        | Alessio Fortunato                                   | Massimo Carnevale  |
| 11               | Gli avvoltoi hanno fame               | aprile 2004    | Lorenzo Bartoli, Roberto Recchioni                      | Roberto Recchioni                                      | Davide Gianfelice                                   | Massimo Carnevale  |
| 12               | Morte di un piccolo Dio               | maggio 2004    | Lorenzo Bartoli, Roberto Recchioni                      | Lorenzo Bartoli                                        | Riccardo Burchielli                                 | Massimo Carnevale  |
| 13               | Lasciali sanguinare                   | giugno 2004    | Lorenzo Bartoli, Roberto Recchioni                      | Roberto Recchioni                                      | Marco Cedric Farinelli e Luca Bertelè               | Massimo Carnevale  |
| 14               | Guerra!                               | luglio 2004    | Lorenzo Bartoli, Roberto Recchioni                      | Roberto Recchioni                                      | Giuseppe Manunta                                    | Massimo Carnevale  |
| 15               | Pestilenza!                           | agosto 2004    | Lorenzo Bartoli, Roberto Recchioni                      | Roberto Recchioni                                      | Massimiliano Notaro e Luca Russo                    | Massimo Carnevale  |
| 16               | Fame!                                 | settembre 2004 | Lorenzo Bartoli, Roberto Recchioni                      | Lorenzo Bartoli                                        | Fabio Mantovani                                     | Massimo Carnevale  |
| 17               | Regine di cuori                       | ottobre 2004   | Lorenzo Bartoli, Roberto Recchioni                      | Roberto Recchioni                                      | Elisabetta Barletta                                 | Massimo Carnevale  |
| 18               | Tempo fuori sesto                     | novembre 2004  | Lorenzo Bartoli, Roberto Recchioni                      | Lorenzo Bartoli                                        | Alessio Fortunato                                   | Massimo Carnevale  |
| 19               | Jingle bells rock                     | dicembre 2004  | Lorenzo Bartoli, Roberto Recchioni                      | Roberto Recchioni                                      | Davide Gianfelice                                   | Massimo Carnevale  |
| 20               | Il mondo ha bisogno d'amore           | gennaio 2005   | Lorenzo Bartoli, Roberto Recchioni                      | Lorenzo Bartoli                                        | Alessandro Giometti e Marco Morandi                 | Massimo Carnevale  |
| 21               | Morte in diretta                      | febbraio 2005  | Lorenzo Bartoli, Roberto Recchioni                      | Roberto Recchioni                                      | Maurizio Rosenzweig                                 | Massimo Carnevale  |
| 22               | Cinque cuori di pietra                | marzo 2005     | Lorenzo Bartoli, Roberto Recchioni                      | Lorenzo Bartoli                                        | Walter Venturi                                      | Massimo Carnevale  |
| 23               | Il Giannizzero nero                   | aprile 2005    | Lorenzo Bartoli, Roberto Recchioni                      | Lorenzo Bartoli                                        | Walter Venturi                                      | Massimo Carnevale  |
| 24               | Il gioco di morte                     | maggio 2005    | Lorenzo Bartoli, Roberto Recchioni                      | Roberto Recchioni                                      | Riccardo Burchielli                                 | Massimo Carnevale  |
| Seconda stagione |                                       |                |                                                         |                                                        |                                                     |                    |
| 25               | Seconda stagione                      | giugno 2005    | Lorenzo Bartoli, Roberto Recchioni                      | Roberto Recchioni                                      | Marco Farinelli, Roberto Recchioni e Walter Venturi | Massimo Carnevale  |
| 26               | Funerale Texano                       | luglio 2005    | Lorenzo Bartoli, Roberto Recchioni                      | Roberto Recchioni                                      | Davide Gianfelice                                   | Massimo Carnevale  |
| 27               | Un prezzo da pagare                   | agosto 2005    | Lorenzo Bartoli, Roberto Recchioni                      | Lorenzo Bartoli                                        | Giuseppe Manunta                                    | Massimo Carnevale  |
| 28               | La natura della bestia                | settembre 2005 | Lorenzo Bartoli, Roberto Recchioni                      | Roberto Recchioni                                      | Maurizio Rosenzweig                                 | Massimo Carnevale  |
| 29               | Uomini d'arme                         | ottobre 2005   | Lorenzo Bartoli, Roberto Recchioni                      | Roberto Recchioni                                      | Matteo Cremona                                      | Massimo Carnevale  |
| 30               | Per voce sola                         | novembre 2005  | Lorenzo Bartoli, Roberto Recchioni                      | Lorenzo Bartoli                                        | Fabrizio Longo                                      | Massimo Carnevale  |
| 31               | Natività                              | dicembre 2005  | Lorenzo Bartoli, Roberto Recchioni                      | Roberto Recchioni                                      | Elisabetta Barletta                                 | Massimo Carnevale  |
| 32               | Cuori selvaggi                        | gennaio 2006   | Lorenzo Bartoli, Roberto Recchioni                      | Roberto Recchioni                                      | Enza Fontana                                        | Massimo Carnevale  |
| 33               | I giorni della morte e della speranza | febbraio 2006  | Lorenzo Bartoli, Roberto Recchioni                      | Lorenzo Bartoli                                        | Alessio Fortunato                                   | Massimo Carnevale  |
| 34               | La via della spada                    | marzo 2006     | Lorenzo Bartoli, Roberto Recchioni                      | Roberto Recchioni                                      | Werther Dell'Edera                                  | Massimo Carnevale  |
| 35               | Appuntamento ad Hard Rock             | aprile 2006    | Lorenzo Bartoli, Roberto Recchioni                      | Roberto Recchioni                                      | Marco Farinelli, Walter Venturi                     | Massimo Carnevale  |
| 36               | Una strada lunga e ventosa            | maggio 2006    | Lorenzo Bartoli, Roberto Recchioni                      | Lorenzo Bartoli                                        | Elisabetta Barletta                                 | Massimo Carnevale  |
| 37               | Sesso e violenza                      | giugno 2006    | Lorenzo Bartoli, Roberto Recchioni                      | Roberto Recchioni                                      | Matteo Cremona                                      | Massimo Carnevale  |
| 38               | Margherita                            | luglio 2006    | Lorenzo Bartoli, Roberto Recchioni, Maurizio Rosenzweig | Maurizio Rosenzweig                                    | Maurizio Rosenzweig                                 | Massimo Carnevale  |
| 39               | La morte rossa                        | agosto 2006    | Lorenzo Bartoli, Roberto Recchioni                      | Lorenzo Bartoli                                        | Davide Gianfelice                                   | Massimo Carnevale  |
| 40               | Processo a John Doe                   | settembre 2006 | Lorenzo Bartoli, Roberto Recchioni                      | Roberto Recchioni                                      | Alessio Fortunato                                   | Massimo Carnevale  |
| 41               | Nella gabbia                          | ottobre 2006   | Lorenzo Bartoli, Roberto Recchioni                      | Roberto Recchioni                                      | Gabriele Bertolatti                                 | Massimo Carnevale  |
| 42               | Escluso il cane                       | novembre 2006  | Lorenzo Bartoli, Roberto Recchioni                      | Lorenzo Bartoli                                        | Enza Fontana                                        | Massimo Carnevale  |
| 43               | Rotta di collisione                   | dicembre 2006  | Lorenzo Bartoli, Roberto Recchioni                      | Roberto Recchioni                                      | Werther Dell'Edera e Antonio Fuso                   | Massimo Carnevale  |
| 44               | Il ruggito del coniglio               | gennaio 2007   | Lorenzo Bartoli, Roberto Recchioni                      | Roberto Recchioni                                      | Elisabetta Barletta                                 | Massimo Carnevale  |
| 45               | L'artista della fuga                  | febbraio 2007  | Lorenzo Bartoli, Roberto Recchioni                      | Lorenzo Bartoli                                        | Giorgio Pontrelli                                   | Massimo Carnevale  |
| 46               | Frammenti                             | marzo 2007     | Lorenzo Bartoli, Roberto Recchioni                      | Roberto Recchioni                                      | Marco Turini                                        | Massimo Carnevale  |
| 47               | Cosa sarebbe successo se...           | aprile 2007    | Lorenzo Bartoli, Roberto Recchioni, Giovanni Gualdoni   | Roberto Recchioni e Giovanni Gualdoni                  | Davide Gianfelice e Emanuele Boccanfuso             | Massimo Carnevale  |
| 48               | Quattro funerali e un matrimonio      | maggio 2007    | Lorenzo Bartoli, Roberto Recchioni                      | Roberto Recchioni                                      | Matteo Cremona                                      | Massimo Carnevale  |
| 49               | Interludio                            | giugno 2007    | Lorenzo Bartoli, Roberto Recchioni                      | Roberto Recchioni                                      | Maurizio Rosenzweig                                 | Massimo Carnevale  |
| Terza stagione   |                                       |                |                                                         |                                                        |                                                     |                    |
| 50               | Terza stagione                        | luglio 2007    | Lorenzo Bartoli, Roberto Recchioni                      | Roberto Recchioni                                      | Andrea Accardi                                      | Massimo Carnevale  |
| 51               | Furia Psichedelica                    | agosto 2007    | Lorenzo Bartoli, Roberto Recchioni                      | Lorenzo Bartoli                                        | Alessio Fortunato                                   | Massimo Carnevale  |
| 52               | Baci senza memoria                    | settembre 2007 | Lorenzo Bartoli, Roberto Recchioni                      | Roberto Recchioni                                      | Elisabetta Barletta                                 | Massimo Carnevale  |
| 53               | Dal profondo                          | ottobre 2007   | Lorenzo Bartoli, Roberto Recchioni                      | Roberto Recchioni                                      | Riccardo Torti                                      | Massimo Carnevale  |
| 54               | Circus                                | novembre 2007  | Lorenzo Bartoli, Roberto Recchioni                      | Lorenzo Bartoli                                        | Enza Fontana e Giorgio Pontrelli                    | Massimo Carnevale  |
| 55               | La città dai mille capestri           | dicembre 2007  | Lorenzo Bartoli, Roberto Recchioni                      | Roberto Recchioni                                      | Andrea Del Campo                                    | Massimo Carnevale  |
| 56               | Un uomo e altri animali               | gennaio 2008   | Lorenzo Bartoli, Roberto Recchioni, Davide Costa        | Davide Costa                                           | Sergio Gerasi                                       | Massimo Carnevale  |
| 57               | La bellezza del diavolo               | febbraio 2008  | Lorenzo Bartoli, Roberto Recchioni                      | Lorenzo Bartoli                                        | Paolo Armitano e Davide Furnò                       | Massimo Carnevale  |
| 58               | Vento divino                          | marzo 2008     | Lorenzo Bartoli, Roberto Recchioni                      | Roberto Recchioni                                      | Giorgio Pontrelli                                   | Massimo Carnevale  |
| 59               | Con tutta la forza che posso          | aprile 2008    | Lorenzo Bartoli, Roberto Recchioni                      | Lorenzo Bartoli                                        | Cristiano Cucina                                    | Massimo Carnevale  |
| 60               | Ballo di famiglia                     | maggio 2008    | Bartoli, Recchioni, Rosenzweig                          | Maurizio Rosenzweig                                    | Maurizio Rosenzweig                                 | Massimo Carnevale  |
| 61               | Ruote roventi                         | giugno 2008    | Lorenzo Bartoli                                         | Roberto Recchioni                                      | Giorgio Pontrelli                                   | Massimo Carnevale  |
| 62               | Casa, dolce casa                      | luglio 2008    | Lorenzo Bartoli                                         | Roberto Recchioni                                      | Elisabetta Barletta                                 | Massimo Carnevale  |
| 63               | È sempre troppo tardi per amare       | agosto 2008    | Lorenzo Bartoli                                         | Roberto Recchioni                                      | Alessio Fortunato                                   | Massimo Carnevale  |
| 64               | Nella terra dei morti                 | settembre 2008 | Lorenzo Bartoli                                         | Roberto Recchioni                                      | Werther Dell'Edera                                  | Massimo Carnevale  |
| 65               | Viaggio sentimentale                  | ottobre 2008   | Lorenzo Bartoli                                         | Roberto Recchioni                                      | Riccardo Torti                                      | Massimo Carnevale  |
| 66               | Inni di battaglia                     | novembre 2008  | Lorenzo Bartoli                                         | Roberto Recchioni                                      | Walter Venturi                                      | Massimo Carnevale  |
| 67               | Una volgare dimostrazione di potere   | Dicembre 2008  | Lorenzo Bartoli                                         | Roberto Recchioni                                      | Maurizio Rosenzweig                                 | Massimo Carnevale  |
| 68               | Vaghe stelle d'oriente                | gennaio 2009   | Lorenzo Bartoli                                         | Roberto Recchioni                                      | Giorgio Pontrelli                                   | Massimo Carnevale  |
| 69               | Un letto di chiodi                    | febbraio 2009  | Lorenzo Bartoli                                         | Roberto Recchioni                                      | Luca Maresca                                        | Massimo Carnevale  |
| 70               | Unico limite il cielo                 | marzo 2009     | Lorenzo Bartoli                                         | Roberto Recchioni                                      | Alessio Fortunato                                   | Massimo Carnevale  |
| 71               | Gli imperdonabili                     | aprile 2009    | Lorenzo Bartoli                                         | Roberto Recchioni                                      | Claudio Stassi                                      | Massimo Carnevale  |
| 72               | Chi non salta…                        | maggio 2009    | Lorenzo Bartoli                                         | Roberto Recchioni                                      | Luca Genovese                                       | Massimo Carnevale  |
| 73               | Tutto il male viene per nuocere       | giugno 2009    | Lorenzo Bartoli                                         | Roberto Recchioni                                      | Giorgio Pontrelli                                   | Massimo Carnevale  |
| 74               | Un buco nel cielo                     | luglio 2009    | Lorenzo Bartoli                                         | Roberto Recchioni                                      | Massimo Dall'Oglio                                  | Massimo Carnevale  |
| 75               | Stagione finale                       | agosto 2009    | Lorenzo Bartoli                                         | Roberto Recchioni                                      | Andrea Accardi                                      | Massimo Carnevale  |
| 76               | Ode per un mondo mai nato             | settembre 2009 | Lorenzo Bartoli                                         | Roberto Recchioni                                      | Giacomo Bevilacqua                                  | Massimo Carnevale  |
| 77               | Fatti non fummo per viver come bruti  | ottobre 2009   | Lorenzo Bartoli                                         | Roberto Recchioni                                      | Andrea Gadaldi                                      | Massimo Carnevale  |
| Quarta stagione  |                                       |                |                                                         |                                                        |                                                     |                    |
| 78               | Aspettando John Doe                   | settembre 2010 |                                                         |                                                        |                                                     |                    |
| 79               | E venga il mio regno                  | ottobre 2010   | Lorenzo Bartoli, Roberto Recchioni                      | Roberto Recchioni                                      | Riccardo Torti                                      | Davide De Cubellis |
| 80               | Il corpo e lo spirito                 | novembre 2010  | Lorenzo Bartoli, Roberto Recchioni                      | Roberto Recchioni                                      | Silvia Califano                                     | Davide De Cubellis |
| 81               | L'uomo con la macchina da presa       | dicembre 2010  | Lorenzo Bartoli, Roberto Recchioni, Mauro Uzzeo         | Mauro Uzzeo                                            | Luca Maresca                                        | Davide De Cubellis |
| 82               | Una scala nel cielo                   | gennaio 2011   | Lorenzo Bartoli, Roberto Recchioni                      | Roberto Recchioni                                      | Galliccia                                           | Davide De Cubellis |
| 83               | Colui che mi ama, mi odia             | febbraio 2011  | Lorenzo Bartoli, Roberto Recchioni                      | Roberto Recchioni                                      | Luca Genovese                                       | Davide De Cubellis |
| 84               | Robin a pezzi                         | marzo 2011     | Lorenzo Bartoli, Roberto Recchioni                      | Lorenzo Bartoli                                        | Luca Maresca                                        | Davide De Cubellis |
| 85               | Non avrai altro Dio                   | aprile 2011    | Lorenzo Bartoli, Roberto Recchioni, Mauro Uzzeo         | Mauro Uzzeo                                            |                                                     | Davide De Cubellis |
| 86               | Urlando al demonio                    | maggio 2011    | Lorenzo Bartoli, Roberto Recchioni                      | Roberto Recchioni                                      | Massimo Dall'Oglio                                  | Davide De Cubellis |
| 87               | Ho sempre tentato, ho sempre fallito  | giugno 2011    | Lorenzo Bartoli, Roberto Recchioni                      | Lorenzo Bartoli                                        | Silvia Califano                                     | Davide De Cubellis |
| 88               | Il giorno dei giganti                 | luglio 2011    | Lorenzo Bartoli, Roberto Recchioni                      | Lorenzo Bartoli                                        | Luca Genovese                                       | Davide De Cubellis |
| 89               | For fans only                         | agosto 2011    | Lorenzo Bartoli, Roberto Recchioni                      | Roberto Recchioni                                      |                                                     | Davide De Cubellis |
| 90               | La stirpe della signora nera          | settembre 2011 | Lorenzo Bartoli, Roberto Recchioni                      | Lorenzo Bartoli                                        | Riccardo Torti                                      | Davide De Cubellis |
| 91               | Apri gli occhi, John                  | ottobre 2011   | Lorenzo Bartoli, Roberto Recchioni                      | Lorenzo Bartoli, Roberto Recchioni, Mauro Uzzeo        | Federico Rossi Edrighi, Marco Morini                | Davide De Cubellis |
| 92               | John Doe                              | novembre 2011  | Lorenzo Bartoli, Roberto Recchioni                      | Roberto Recchioni                                      | Silvia Califano                                     | Davide De Cubellis |
| 93               | Il cuore nelle scarpe                 | dicembre 2011  | Lorenzo Bartoli, Roberto Recchioni                      | Roberto Recchioni                                      | Luca Genovese, Gianluca Maconi                      | Davide De Cubellis |
| 94               | Gli occhi dietro lo specchio          | gennaio 2012   | Lorenzo Bartoli, Roberto Recchioni                      | Lorenzo Bartoli                                        | Fabrizio Galliccia                                  | Davide De Cubellis |
| 95               | Questa lunga storia d'amore           | febbraio 2012  | Lorenzo Bartoli, Roberto Recchioni                      | Lorenzo Bartoli, Michele Monteleone, Roberto Recchioni | Fabrizio Des Dorides                                | Davide De Cubellis |
| 96               | L'uomo che amava le donne             | marzo 2012     | Lorenzo Bartoli, Roberto Recchioni                      | Mauro Uzzeo, Roberto Recchioni                         | Flaviano Armentaro                                  | Davide De Cubellis |
| 97               | Storia con pioggia e impermeabile     | aprile 2012    | Lorenzo Bartoli, Roberto Recchioni                      | Lorenzo Bartoli                                        | Fabrizio Galliccia                                  | Davide De Cubellis |
| 98               | Flettendo i muscoli                   | maggio 2012    | Lorenzo Bartoli, Roberto Recchioni                      | Lorenzo Bartoli                                        | Federico Rossi Edrighi                              | Davide De Cubellis |
| 99               | La polvere del tramonto               | giugno 2012    | Lorenzo Bartoli, Roberto Recchioni                      | Lorenzo Bartoli                                        | Paolo D'Antonio                                     | Davide De Cubellis |
| 100              | Addio. E grazie di niente             | luglio 2012    | Lorenzo Bartoli, Roberto Recchioni                      | Lorenzo Bartoli, Roberto Recchioni                     | Luca Genovese                                       | Davide De Cubellis |

## Fuori serie
Il personaggio appare nell'undicesimo albo di Detective Dante, dal titolo Arriva John Doe.
Nel settembre 2010 l'Editoriale Aurea riprende la pubblicazione del fumetto con un numero preparatorio intitolato Aspettando John Doe, al cui interno è presente una raccolta delle 77 precedenti copertine di Massimo Carnevale e brevi riassunti delle storie scritti da Roberto Recchioni e Lorenzo Bartoli.

## Il ritorno
Nel settembre 2015 Roberto Recchioni annuncia il ritorno di John Doe; il mese successivo viene annunciata la ristampa integrale della prima stagione da parte di BAO Publishing.

## Altri media
Nel 2005 John Doe è diventato anche un gioco di ruolo edito dalla Raven Distribution di Bologna e scritto da Cristiano Brignola, Giovanni Di Pietro e Francesca Guidi. Il manuale permette di giocare avventure ambientate nell'universo narrativo del fumetto di Eura Editoriale.
Nel novembre 2014 arriva a teatro la pièce Ti presento John Doe, prodotta da Isola Trovata, su un soggetto di Roberto Recchioni, la sceneggiatura è affidata a Mauro Graiani e Francesco Bellomo, che si occupa anche della regia. John Doe viene interpretato da Alessandro Mario.